# Matthias Deiß

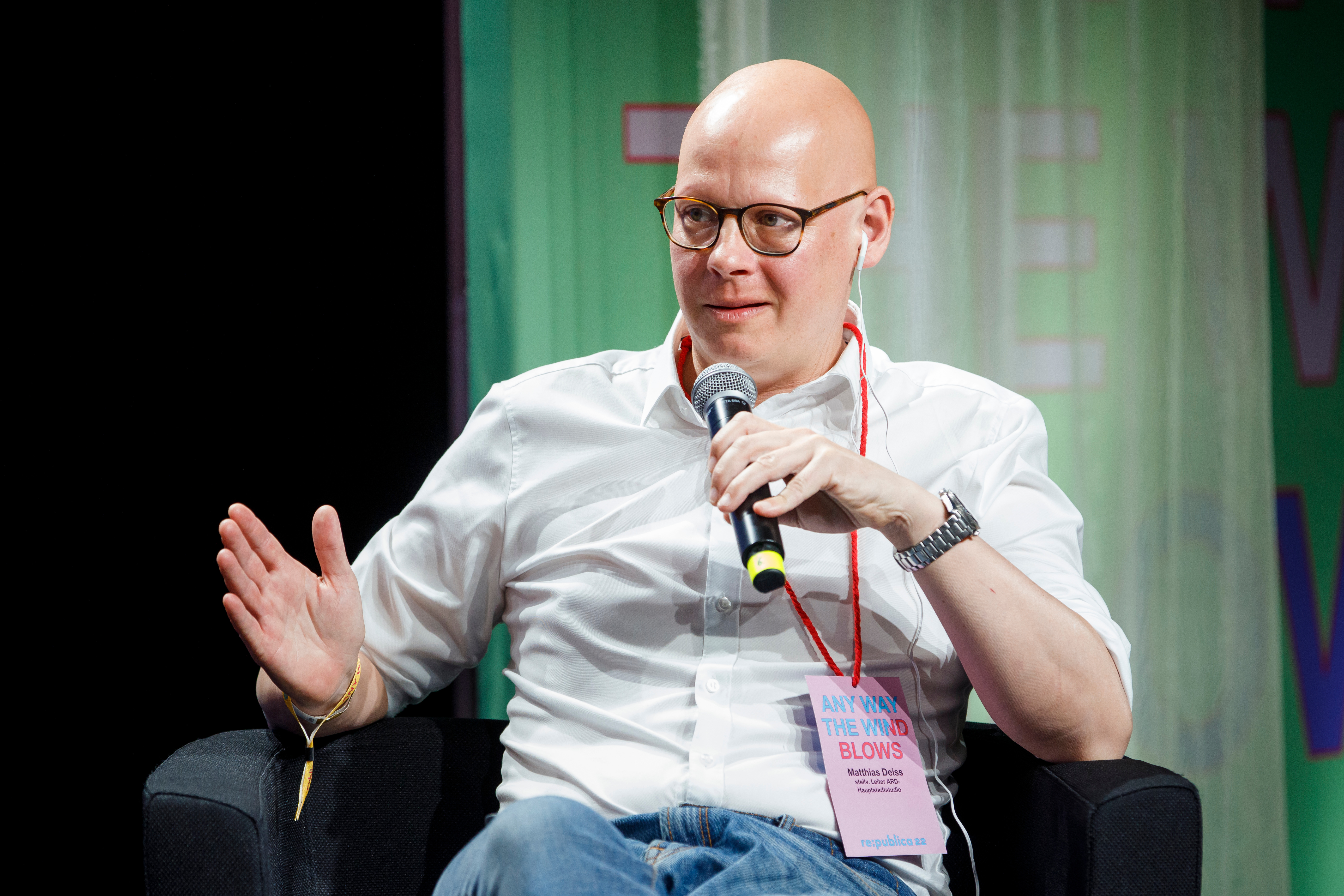
Matthias Deiß (2022)

Matthias Deiß (* 1978 in Hamburg) ist ein deutscher Fernsehjournalist und Buchautor.

## Werdegang
Matthias Deiß wuchs in Ahrensburg in Schleswig-Holstein auf und legte dort an der Stormarnschule 1998 sein Abitur ab. Danach studierte er an der Universität München Kommunikations- und Politikwissenschaft und an der Deutschen Journalistenschule in München. Seine berufliche Laufbahn begann er bereits als Schüler, indem er für eine Lokalzeitung als Reporter tätig war. Später war er mehrere Jahre Moderationsredakteur bei den ARD-Tagesthemen unter Ulrich Wickert und Anne Will, danach Fernsehkorrespondent des TV-Hauptstadtstudios der Deutschen Welle, Reporter beim Rundfunk Berlin-Brandenburg, Chef vom Dienst bei ARD-aktuell und von 2012 bis 2017 Fernsehkorrespondent im ARD-Hauptstadtstudio. Seine Themenschwerpunkte sind u. a. Innenpolitik und Extremismus sowie Parteien und Terrorismus. Für seine Arbeit wurde Deiß mehrfach und international ausgezeichnet.
Sein Sachbuch Ehrenmord – Ein deutsches Schicksal (geschrieben mit Jo Goll) wurde Grundlage für den 2019 erschienenen Film Nur eine Frau.
Seit Anfang 2018 leitet er die Redaktion des ARD-Politmagazins Kontraste als Nachfolger von Reinhard Borgmann. 2020 moderierte er die Sendung für Eva-Maria Lemke, die in Elternzeit ging. Deiß ist Mitglied des Kuratoriums der Electronic Media School (EMS). 
Zum 1. Mai 2021 trat er die Nachfolge von Oliver Köhr als stellvertretender Leiter des ARD-Hauptstadtstudios an.

## Bücher
- Die Führungsfrage: CDU und CSU im zwischenparteilichen Machtkampf. Forschungsgruppe Deutschland, München 2003, ISBN 3-933456-27-4.
- (mit Jo Goll) Ehrenmord – Ein deutsches Schicksal, Hamburg 2011, ISBN 978-3455502374

## Dokumentarfilme
- Verlorene Ehre – der Irrweg der Familie Sürücü, ARD-Dokumentarfilm, 45min (2011)
- Acht Türken, ein Grieche und eine Polizistin, ARD-Dokumentarfilm, 45 min (2011)
- Staatsversagen – Der NSU-Ausschuss und die schwierige Aufarbeitung, ARD-Dokumentarfilm, 30 min (2013)
- Gauck. Der Präsident, ARD-Dokumentarfilm, 45 min (2017)
- Mohammad Mustermann – Deutschland, deine Flüchtlinge, ARD-Dokumentarfilm, 45 min (2017)
- Blackout Berlin – Wie verwundbar ist die Hauptstadt? (Kontraste – Die Reporter) rbb, 30 min (2019)

## Preise und Nominierungen
- Prix Europa für die beste Politikdokumentation Europas, 2011
- 1. Preis beim Journalistenpreis Rechtsextremismus im Spiegel der Medien, 2012
- Grand Prix Circom für die beste TV-Regionalsendung Europas, 2012
- Nominierung als CNN-Journalist des Jahres, 2012
- CNN „Journalist of the Year“, 2013
- Medienpreis Politik des Deutschen Bundestages für Dokumentation „Staatsversagen“, 2014
- Nominierung „Der Lange Atem“, 2017